# Dose definita giornaliera
La dose definita giornaliera (in inglese defined daily dose, DDD) è l'unità di misura standard della prescrizione farmaceutica, definita dall'Organizzazione mondiale della sanità come la " dose di mantenimento giornaliera media di un farmaco utilizzato per la sua indicazione principale nell'adulto". Non deve essere scambiata per l'indice terapeutico, che definisce invece l'intervallo tra dose efficace e dose letale, o con il dosaggio definito dalla prescrizione medica.

## Utilizzo
Un problema comune della somministrazione di farmaci è il fatto che diversi farmaci possono avere lo stesso effetto ma diversa potenza, ovvero produrre, allo stesso dosaggio, effetti più o meno marcati. Per esempio 20 mg di propranololo sono meno efficaci di 20 mg di bisoprololo; per ovviare a questo è stato stabilito che la dose definita giornaliera è 160 mg per il propranololo e 10 mg per il bisoprololo . Tuttavia dosi più alte o più basse possono essere prescritte in pazienti particolari come:
- Bambini
- Pazienti con insufficienza epatica
- Pazienti con insufficienza renale cronica
- Pazienti in politerapia
- Pazienti con alterato metabolismo dei farmaci conseguenti a differenze etniche o genetiche

La dose definita giornaliera è utilizzata più frequentemente nell'ambito di pubblicazioni scientifiche e per poter comparare il consumo di farmaci all'interno di una nazione o nel mondo.

## Calcolo
Una volta ottenuto il valore della dose definita giornaliera assegnata al farmaco, valore che viene definito per ciascun farmaco dalla stessa OMS, il numero delle dosi definite giornaliere per un determinato paziente o una categoria di pazienti viene definito da:
{\displaystyle Dosi\ definite\ giornaliere={\frac {Compresse\ assunte\cdot Dose\ di\ farmaco\ per\ compressa}{Dose\ definita\ giornaliera}}}
A titolo di esempio il paracetamolo ha una dose definita giornaliera pari a 3 g, il che significa che un paziente che utilizza il paracetamolo per la sua indicazione principale (antidolorifica) ne assume 3 g al giorno. Questa quantità equivale a sei compresse da 500 mg. Se un paziente utilizza 24 compresse, per un totale di 12 g di paracetamolo, in un certo lasso di tempo, costui avrà utilizzato 4 dosi definite giornaliere.
{\displaystyle Dosi\ definite\ giornaliere={\frac {24\cdot 0,5g}{3g}}=4}
Il calcolo vale per qualsiasi formulazione del farmaco, comprese le fiale da somministrazione endovenosa, sottocutanea o intramuscolare.